# Bras à Pierre
Pour les articles homonymes, voir Pierre.
La Bras à Pierre est un affluent de la rivière Saint-Jean, coulant dans la municipalité de L'Anse-Saint-Jean, dans la municipalité régionale de comté (MRC) du Fjord-du-Saguenay, dans la région administrative du Saguenay–Lac-Saint-Jean, dans la province de Québec, au Canada.
La vallée du bras à Pierre est desservie par le chemin Périgny pour les besoins la foresterie, l’agriculture et des activités récréotouristiques. Quelques routes forestières secondaires desservent cette vallée.
La foresterie constitue la principale activité économique du secteur ; les activités récréotouristiques, en second ; l’agriculture en troisième. Cette vallée comporte quelques habitations réparties dans les petites zones déboisées.
La surface du bras à Pierre est habituellement gelée du début de décembre à la fin mars, toutefois la circulation sécuritaire sur la glace se fait généralement de la mi-décembre à la mi-mars.

## Géographie
Les principaux bassins versants voisins du bras à Pierre sont :
- côté nord : rivière Saint-Jean, lac Emmuraillé, rivière Éternité, rivière Saguenay ;
- côté est : ruisseau Patrice-Fortin, rivière du Portage, rivière Petit Saguenay, , fleuve Saint-Laurent ;
- côté sud : lac Bazile, ruisseau Chouinard, rivière Malbaie, rivière Noire, lac de la Hauteur ;
- côté ouest : rivière Saint-Jean, rivière à la Catin, lac Brébeuf, rivière Cami, rivière Ha! Ha![2].

Le bras à Pierre prend sa source en zone de marais (longueur : 2,7 km ; largeur maximale : 0,4 km)) encaissée entre les montagnes dans la partie nord de la rivière à la Catin. Cette zone de marais est alimentée par quelques ruisseaux de montagne. Cette source du cours d’eau est située à :
- 1,0 km au nord du cours de la rivière à la Catin ;
- 1,9 km au nord du hameau « Le Bras-du-Suroît » ;
- 4,6 km à l’ouest d’un sommet de montagne atteignant 858 m ;
- 4,7 km au nord-ouest d’un sommet de montagne atteignant 893 m ;
- 6,6 km au sud de la confluence du bras à Pierre et de la rivière Saint-Jean[2].

À partir de l’embouchure de sa source, le cours du bras à Pierre descend sur 9,0 km, selon une dénivellation de 194 m selon les segments suivants :
- 3,0 km vers le nord surtout en zone de marais dans une vallée dans une vallée entourée de hautes montages, en recueillant la décharge (venant de l’ouest) d’un petit lac, ainsi que la décharge (venant de l’est) d’un autre petit lac, jusqu’à un ruisseau (venant de l’est) ;
- 0,4 km vers l’ouest, jusqu’à un ruisseau (venant de l'ouest) ;
- 5,6 km vers le nord dans une vallée encaissée entre les montagnes et en formant un crochet vers l’ouest et une boucle vers l’est en fin de segment, jusqu’à l’embouchure[2].

Le bras à Pierre se déverse sur la rive sud de la rivière Saint-Jean. Cette embouchure est située à :
- 3,9 km au sud-ouest du hameau « La Vallée-d’Amont » ;
- 10,1 km à l’est du lac Brébeuf ;
- 10,8 km au sud-est du centre du village de Rivière-Éternité ;
- 16,3 km au sud de la confluence de la rivière Éternité et de la baie Éternité (rivière Saguenay) ;
- 18,2 km au sud-ouest de la confluence de la rivière Saint-Jean et de l’anse Saint-Jean (rivière Saguenay[2].

À partir de la confluence du bras à Pierre, le courant :
- suit le cours de la rivière Saint-Jean (rivière Saguenay) sur 26,0 km généralement vers le nord-est ;
- traverse l’anse Saint-Jean sur 2,9 km vers le nord ;
- suit le cours de la rivière Saguenay sur 42,8 km vers l’est jusqu’à Tadoussac où il conflue avec l’estuaire du Saint-Laurent.

## Toponymie
Le terme « Pierre » constitue un prénom masculin.
Le toponyme « Bras à Pierre » a été officialisé le 5 décembre 1968 par la Commission de toponymie du Québec.